# 升本喜郎
升本 喜郎（ますもと よしろう、1962年〈昭和37年〉 - 2021年〈令和3年〉9月12日）は、日本の弁護士。第二東京弁護士会所属。

## 経歴
- 1981年　栄光学園高校卒業
- 1987年　東京大学経済学部経済学科卒業
- 1991年　最高裁判所司法研修所入所
- 1993年　弁護士登録（第二東京弁護士会所属）TMI総合法律事務所勤務
- 1998年　中央大学法学部兼任講師
- 2000年　カリフォルニア大学ロサンゼルス校 (UCLA) ロースクール卒業 (LL. M.)
- 2000年　ニューヨークのソニー・ミュージックエンタテインメント・インク法務／ビジネスアフェアーズ部門勤務
- 2001年　TMI総合法律事務所復帰
- 2002年　TMI総合法律事務所パートナー就任
- 2003年　財団法人東京大学運動会スポーツマネジメントスクール講師
- 2004年　中央大学法科大学院兼任講師
- 2006年　映画専門大学院大学教授

## 親族
映画プロデューサーの升本喜年は実父、元女優の渡瀬ゆきは実姉。

## 著書

### 単著
- 『ショウ・ミー・ザ・マネー アメリカのスポーツ・エージェントを巡る法的諸問題』ソニー・マガジンズ、2001年11月。ISBN 9784789717618。

### 執筆
- 第二東京弁護士会知的財産権法研究会編 編「スポーツ・ビジネスの法実務」『エンターテインメントと法律』商事法務、2005年5月。ISBN 9784785712389。
- 「映画ビジネスにおける著作権の今日的課題と展望」『コンテンツビジネスと著作権制度』著作権情報センター〈関東・関西地区著作権研修講座講演録 平成18年度〉、2007年3月。
- 石渡進介、升本喜郎 著「第4章 法務のケース･スタディー」、広瀬一郎編著 編『スポーツMBA』創文企画、2006年6月。ISBN 9784921164447。
- 山上和則・藤川義人編 編「Ｑ30」『知財ライセンス契約の法律相談』青林書院〈新・青林法律相談 19〉、2007年4月。ISBN 9784417014256。
  - 山上和則・藤川義人編 編「Ｑ30」『知財ライセンス契約の法律相談』（改訂版）青林書院〈新・青林法律相談 19〉、2011年6月。ISBN 9784417015406。
- 牧野利秋・飯村敏明・三村量一・末吉亙・大野聖二編 編「パブリシティの権利の侵害について」『知的財産法の理論と実務』 第4巻（著作権法・意匠法）、新日本法規出版、2007年6月、220-233頁。ISBN 9784788260412。
- 広瀬一郎編著 編「第7講　法務I「団体規定と選手契約」」『スポーツ・マネジメント理論と実務』東洋経済新報社、2009年3月。ISBN 9784492501948。

### 共著
- 内藤篤、升本喜郎 著、福井健策編 編『映画・ゲームビジネスの著作権』著作権情報センター〈エンタテインメントと著作権 初歩から実践まで 2〉、2007年3月。ISBN 9784885260551。
  - 内藤篤、升本喜郎 著、福井健策編 編『映画・ゲームビジネスの著作権』（第2版）著作権情報センター〈エンタテインメントと著作権 初歩から実践まで 2〉、2015年10月。ISBN 9784885260803。

### 編集委員
- 『著作権の法律相談』青林書院〈青林法律相談 20〉、2002年4月。ISBN 9784417013105。
  - 『著作権の法律相談』（第2版）青林書院〈青林法律相談 20〉、2005年11月。ISBN 9784417013808。
- 『著作権の法律相談』 1巻、青林書院〈最新青林法律相談 5〉、2016年2月。ISBN 9784417016748。
- 『著作権の法律相談』 2巻、青林書院〈最新青林法律相談 6〉、2016年2月。ISBN 9784417016755。

### 翻訳
- ドナルド・S・パスマン『あなたがアーティストとして成功しようとするなら デビューから著作権管理まで、34章のミュージック・ビジネス実践ガイド』ソニー・マガジンズ、2002年4月。ISBN 9784789718288。

## 論文等
- 「ジョホールバルの熱気の残したもの」『自由と正義』第49巻第5号、日本弁護士連合会、1998年5月、8-10頁、NAID 40001734659。
- 「スポーツ選手の肖像の商業的利用に関する現状と問題点」『コピライト』第42巻第500号、著作権情報センター、2002年12月、42-54頁、NAID 40005433518。
- 「弁護士が検証する プロ野球再編問題」『ビジネス法務』第5巻第1号、中央経済社、2005年1月、70-75頁、NAID 40006522251。
- 「プロ野球選手の肖像権に関する使用許諾権限の所在（東京地方裁判所平成18-08-01判決）」『コピライト』第46巻第550号、著作権情報センター、2007年2月、30-39頁、NAID 40015300628。
- 「講演録 エンタテインメント訴訟における主張・立証活動――映画・音楽等に関する著作権侵害訴訟を中心として」『コピライト』第47巻第556号、著作権情報センター、2007年8月、2-23頁、NAID 40015594519。
- 「SMR流知的武装講座 スポーツ法務・パブリシティ権 急速に発展する、スポーツ選手のパブリシティ権。」『SMR』第10巻、データスタジアム、2008年7月、64-67頁、NAID 40016231368。
- 宮川美津子、升本喜郎「気をつけているのになぜ？ 著作権等侵害トラブルはこうして起きる」『ビジネスロー・ジャーナル』第2巻第5号、レクシスネクシス・ジャパン、2009年5月、46-49頁、NAID 40016585468。
- 「講演録 エンタテインメント契約の解釈をめぐる実務上の問題」『コピライト』第50巻第593号、著作権情報センター、2010年9月、2-21頁、NAID 40017279161。
- 「講演録 エンタテインメント訴訟における極私的「戦略論」「戦術論」 訴訟代理人としての主張・立証の方針と工夫、そして苦悩」『コピライト』第54巻第645号、著作権情報センター、2015年1月、2-23頁、NAID 40020317785。
- 「スポーツビジネスの法的基本構造と知的財産の保護・活用」『ジュリスト』第1514号、有斐閣、2018年1月、16-20頁、NAID 40021411693。

## 講義等
- 東京ゲームショウ2008のTGSフォーラム「国境と業種の垣根をともに乗り越え、世界に羽ばたくゲーム企業のマネジメント戦略」(2008年10月9日）